# Scymnus vividus
Scymnus vividus är en skalbaggsart som beskrevs av Sharp 1885. Scymnus vividus ingår i släktet Scymnus och familjen nyckelpigor. Inga underarter finns listade i Catalogue of Life.